# Nikolaj Goeljajev
Nikolaj Aleksejevitsj Goeljajev (Russisch: Николай Алексеевич Гуляев) (Moskou, 1 januari 1966) is een voormalig Russisch langebaanschaatser.
Nikolaj Goeljajev was tussen 1986 en 1992 actief in de internationale schaatssport. Zijn specialiteit waren de middenafstanden 1000 en 1500 meter, waarbij hij op de eerst genoemde afstand op de Olympische Winterspelen van 1988 in Calgary kampioen werd. Zijn olympische titel was omstreden, omdat hij een paar weken voor de Spelen betrapt was bij het smokkelen van anabole steroïden. Overigens werd Goeljajev zelf nooit op dopinggebruik betrapt. Vier jaar later op de Olympische Winterspelen van 1992 in Albertville werd hij op deze afstand 8e.
Door zijn snelheid op de korte afstanden, maar ook door zijn (aanvankelijk) redelijke tijden op de lange afstanden, werd Goeljajev in 1987 zowel Europees- als wereldkampioen allround met een ruime voorsprong op zijn naaste belagers. Zijn wereldtitel was de eerste die indoor behaald werd (in Thialf). Door zijn wereldrecord 1500 meter op het WK van 1987 kwam hij aan de top van de Adelskalender, waar hij op 1 dag na een jaar lang bleef staan. Goeljajev werd ook allround kampioen van de Sovjet-Unie in 1987, zijn enige podiumplaats bij deze kampioenschappen.

## Records

### Persoonlijke records
| Afstand      | Tijd     | Datum            | Baan       |
| ------------ | -------- | ---------------- | ---------- |
| 500 meter    | 36,84    | 22 december 1989 | Medeo      |
| 1000 meter   | 1.13,03  | 18 februari 1988 | Calgary    |
| 1500 meter   | 1.52,70  | 15 februari 1987 | Heerenveen |
| 3000 meter   | 4.11,2   | 17 december 1987 | Leningrad  |
| 5000 meter   | 6.51,28  | 14 februari 1987 | Heerenveen |
| 10.000 meter | 14.28,45 | 15 februari 1987 | Heerenveen |

### Wereldrecords
| Nr. | Afstand        | Tijd    | Datum            | Baan       |
| --- | -------------- | ------- | ---------------- | ---------- |
| 1.  | 1500 meter     | 1.52,70 | 15 februari 1987 | Heerenveen |
| 2.  | Grote vierkamp | 159,356 | 15 februari 1987 | Heerenveen |

#### Wereldrecords laaglandbaan (officieus)
| Nr. | Afstand    | Tijd    | Datum            | Baan       |
| --- | ---------- | ------- | ---------------- | ---------- |
| 1.  | 1500 meter | 1.52,70 | 14 februari 1987 | Heerenveen |

### Adelskalender
Van 15 februari 1987 tot 14 februari 1988 was Nikolaj Goeljajev aanvoerder van de Adelskalender. Daarmee heeft hij 364 dagen aan de top van de lijst gestaan.
Hieronder staan de persoonlijke records (PR's) waarmee Nikolaj Goeljajev aan de top van de Adelskalender kwam en de PR's die hij had staan toen hij van de eerste plek verdreven werd. Tevens zijn de gegevens weergegeven van de schaatsers die voor en na hem aan de top van de lijst stonden.
| Datum      | 500 m | 1500 m  | 5000 m  | 10.000 m | Punten  | Voorganger / Opvolger |
| ---------- | ----- | ------- | ------- | -------- | ------- | --------------------- |
| 23-03-1984 | 37,59 | 1.53,70 | 6.49,15 | 14.25,29 | 159,669 | Viktor Sjasjerin      |
| 15-02-1987 | 37,24 | 1.52,70 | 6.51,28 | 14.28,45 | 159,356 |                       |
| 14-02-1988 | 37,90 | 1.54,45 | 6.47,93 | 14.08,25 | 159,255 | Michael Hadschieff    |

## Resultaten
| Jaar | EK Allround | Olympische Spelen           | WK Allround | WK Sprint |
| ---- | ----------- | --------------------------- | ----------- | --------- |
| 1986 | 5e          |                             |             |           |
| 1987 | Goud        |                             | Goud        |           |
| 1988 |             | 36e 500m · 1000m · 7e 1500m |             |           |
| 1989 |             |                             | NC18        |           |
| 1990 | NC20        |                             |             |           |
| 1991 | NC17        |                             |             | 8e        |
| 1992 |             | 8e 1000m                    |             | 7e        |

NC# = niet gekwalificeerd voor de laatste afstand, maar wel als # geklasseerd in de eindrangschikking

### Medaillespiegel
| Kampioenschap     | Goud · | Zilver · | Brons · |
| ----------------- | ------ | -------- | ------- |
| EK Allround       | 1      | 0        | 0       |
| Olympische Spelen | 1      | 0        | 0       |
| WK Allround       | 1      | 0        | 0       |

Rudolf Ericson · Peder Østlund · Jaap Eden · Oscar Mathisen · Ivar Ballangrud · Michael Staksrud · Åke Seyffarth · Nikolaj Mamonov · Hjalmar Andersen · Boris Sjilkov · Dmitri Sakoenenko · Juhani Järvinen · Knut Johannesen · Jonny Nilsson · Per Ivar Moe · Eduard Matoesevitsj · Ard Schenk · Kees Verkerk · Magne Thomassen · Hans van Helden · Vladimir Lobanov · Jan Egil Storholt · Sergej Martsjoek · Vladimir Belov · Eric Heiden · Viktor Sjasjerin · Andrej Bobrov · Nikolaj Goeljajev · Michael Hadschieff · Eric Flaim · Johann Olav Koss · Falko Zandstra · Rintje Ritsma · Gianni Romme · Jochem Uytdehaage · Chad Hedrick · Sven Kramer · Shani Davis · Patrick Roest
1976: Peter Mueller ·
1980: Eric Heiden ·
1984: Gaétan Boucher ·
1988: Nikolaj Goeljajev ·
1992: Olaf Zinke ·
1994: Dan Jansen ·
1998: Ids Postma ·
2002: Gerard van Velde ·
2006: Shani Davis ·
2010: Shani Davis ·
2014: Stefan Groothuis ·
2018: Kjeld Nuis ·
2022: Thomas Krol
Onofficiële Europese kampioenschappen

1891: Onbeslist ·
1892: Onbeslist · 
1946: Göthe Hedlund 

Officiële Europese kampioenschappen

1893: Rudolf Ericson · 
1894: Onbeslist ·
1895: Alfred Næss · 
1896: Julius Seyler · 
1897: Julius Seyler · 
1898: Gustaf Estlander · 
1899: Peder Østlund · 
1900: Peder Østlund · 
1901: Rudolf Gundersen · 
1902: Johan Schwartz · 
1903: Onbeslist ·
1904: Rudolf Gundersen · 
1905: Johan Vikander · 
1906: Rudolf Gundersen · 
1907: Moje Öholm · 
1908: Moje Öholm · 
1909: Oscar Mathisen · 
1910: Nikolaj Stroennikov · 
1911: Nikolaj Stroennikov · 
1912: Oscar Mathisen · 
1913: Vasilij Ippolitov · 
1914: Oscar Mathisen · 
1922: Clas Thunberg · 
1923: Harald Strøm · 
1924: Roald Larsen · 
1925: Otto Polacsek · 
1926: Julius Skutnabb · 
1927: Bernt Evensen · 
1928: Clas Thunberg · 
1929: Ivar Ballangrud · 
1930: Ivar Ballangrud · 
1931: Clas Thunberg · 
1932: Clas Thunberg · 
1933: Ivar Ballangrud · 
1934: Michael Staksrud · 
1935: Karl Wazulek · 
1936: Ivar Ballangrud · 
1937: Michael Staksrud · 
1938: Charles Mathiesen · 
1939: Alfons Bērziņš · 
1947: Åke Seyffarth · 
1948: Reidar Liaklev · 
1949: Sverre Farstad · 
1950: Hjalmar Andersen · 
1951: Hjalmar Andersen · 
1952: Hjalmar Andersen · 
1953: Kees Broekman · 
1954: Boris Sjilkov · 
1955: Sigge Ericsson · 
1956: Jevgeni Grisjin · 
1957: Oleg Gontsjarenko · 
1958: Oleg Gontsjarenko · 
1959: Knut Johannesen · 
1960: Knut Johannesen · 
1961: Viktor Kositsjkin · 
1962: Robert Merkoelov · 
1963: Nils Egil Aaness · 
1964: Ants Antson · 
1965: Eduard Matoesevitsj · 
1966: Ard Schenk · 
1967: Kees Verkerk · 
1968: Fred Anton Maier · 
1969: Dag Fornæss · 
1970: Ard Schenk · 
1971: Dag Fornæss · 
1972: Ard Schenk · 
1973: Göran Claeson · 
1974: Göran Claeson · 
1975: Sten Stensen · 
1976: Kay Arne Stenshjemmet · 
1977: Jan Egil Storholt · 
1978: Sergej Martsjoek · 
1979: Jan Egil Storholt · 
1980: Kay Arne Stenshjemmet · 
1981: Amund Sjøbrend · 
1982: Tomas Gustafson · 
1983: Hilbert van der Duim · 
1984: Hilbert van der Duim · 
1985: Hein Vergeer · 
1986: Hein Vergeer · 
1987: Nikolaj Goeljajev · 
1988: Tomas Gustafson · 
1989: Leo Visser · 
1990: Bart Veldkamp · 
1991: Johann Olav Koss · 
1992: Falko Zandstra · 
1993: Falko Zandstra · 
1994: Rintje Ritsma · 
1995: Rintje Ritsma · 
1996: Rintje Ritsma · 
1997: Ids Postma · 
1998: Rintje Ritsma · 
1999: Rintje Ritsma · 
2000: Rintje Ritsma · 
2001: Dmitri Sjepel · 
2002: Jochem Uytdehaage · 
2003: Gianni Romme · 
2004: Mark Tuitert · 
2005: Jochem Uytdehaage · 
2006: Enrico Fabris · 
2007: Sven Kramer · 
2008: Sven Kramer · 
2009: Sven Kramer · 
2010: Sven Kramer · 
2011: Ivan Skobrev · 
2012: Sven Kramer · 
2013: Sven Kramer · 
2014: Jan Blokhuijsen · 
2015: Sven Kramer · 
2016: Sven Kramer · 
2017: Sven Kramer · 
2019: Sven Kramer · 
2021: Patrick Roest · 
2023: Patrick Roest · 
2025: Sander Eitrem